# Tarja
Tarja ist ein weiblicher finnischer Vorname. 

## Herkunft und Bedeutung
Ursprünglich ist Tarja eine Form von Daria und bedeutet die Schützerin, Besitzerin des Guten, die Mächtige. Der Name Tarja kommt aus dem finnischen.

## Namenstag
- 7. März

## Bekannte Namensträgerinnen
- Tarja Cronberg (*i 1943), finnische Politikerin der Grünen
- Tarja Halonen (* 1943), ehemalige Staatspräsidentin von Finnland
- Tarja Turunen (* 1977), finnische Sängerin, Künstlername Tarja